# Paul Wendkos
Paul Wendkos (Filadelfia, 20 settembre 1925 – Malibù, 12 novembre 2009) è stato un regista e produttore televisivo statunitense.

## Biografia
Congedato al termine della seconda guerra mondiale dal servizio militare nella marina militare americana e compiuti gli studi presso la Columbia University, Wendkos realizzò nel 1953 la sua prima opera, un documentario su una scuola per ciechi dal titolo Dark Interlude.
Il primo film da lui diretto fu Lo scassinatore, uscito nel 1957. La sua tecnica di ripresa attrasse l'attenzione del capo della Columbia Pictures, Harry Cohn, che non solo volle distribuire il film, ma stipulò con Wendkos anche un contratto.
Seguì una gran quantità di film, tra i quali The Case Against Brooklyn, i drammi bellici ricchi di suspense I marines delle isole Salomone (1958), La battaglia del Mar dei Coralli (1959), ed altri.
Wendkos lavorò molto anche per la televisione, dirigendo numerosi episodi delle serie Playhouse 90, Alcoa Theatre, Ben Casey, Dottor Kildare, Route 66, The Rifleman, Mr. Novak, Honey West, La grande vallata, Le spie, Gli invasori e Hawaii Squadra Cinque Zero. Quando lavorava alla serie Le spie, fu licenziato dalla produzione poiché gli episodi da lui girati erano giudicati troppo "artistici".
Nel 1968 Wendkos firmò un contratto con la Mirisch Productions, iniziando con i film di guerra Attacco alla costa di ferro (1968) e I diavoli del mare (1970), seguiti da due western ambientati in Messico ma girati in Spagna, Le pistole dei magnifici sette (1969) e  4 per Cordoba (1970). Realizzò anche il primo lungometraggio per il produttore Quinn Martin, La macchia della morte (1971).
Dal 1970 fino al suo ritiro dalle scene nel 1999, Wendkos si specializzò in film girati per la televisione, tra i quali The Taking of Flight 847: The Uli Derickson Story (1988), basato su un dirottamento subito dalla TWA nel 1985. Il film ottenne cinque candidature al Premio Emmy, compresa quella per Wendkos.
Nel 1973 ebbe una candidatura al Golden Globe per la miglior miniserie o film per la televisione e così nel 1976 e nel 1981.

## Vita privata
Il 1º marzo 1953 Wendkos sposò Ruth Bernat, dalla quale ebbe un figlio, Jordan Elkan Wendkos. Ruth morì nel giugno 1978. Nel 1983 Wendkos sposò Lin Bolen, ex vicepresidente della NBC e produttrice. La coppia visse a Malibù, in California, fino al di lui decesso.
Wendkos rimase ammalato per vari anni a seguito di un ictus e morì il 12 novembre 2009 a Malibù
. Gli sopravvissero il figlio Jordan, la nipote Justine Wendkos, e la seconda moglie, Lin Bolen Wendkos.

## Filmografia

### Regista

#### Cinema
- Lo scassinatore (The Burglar) (1957)
- I fuorilegge della polizia (The Case Against Brooklyn) (1958)
- I marines delle isole Salomone (Tarawa Beachhead) (1958)
- I cavalloni (Gidget) (1959)
- Il volto del fuggiasco (Face of a Fugitive) (1959)
- La battaglia del Mar dei Coralli (Battle of the Coral Sea) (1959)
- Because They're Young (1960)
- Anonima peccati (Angel Baby) (1961)
- Gidget Goes Hawaiian (1961)
- Gidget a Roma (Gidget Goes to Rome) (1963)
- Johnny Tiger (1966)
- Attacco alla costa di ferro (Attack on the Iron Coast) (1968)
- Le pistole dei magnifici sette (Guns of the Magnificent Seven) (1969)
- I diavoli del mare (Hell Boats) (1970)
- 4 per Cordoba (Cannon for Cordoba) (1970)
- La macchia della morte (The Mephisto Waltz) (1971)
- Rapina... mittente sconosciuto (Special Delivery) (1976)

### Televisione
- Bitter Heritage – film TV (1958)
- Playhouse 90 – serie TV, episodi 2x13-2x40 (1957-1958)
- Behind Closed Doors – serie TV, episodi 1x01-1x02 (1958)
- Five Fingers – serie TV, episodio 1x09 (1959)
- Tightrope – serie TV, episodio 1x17 (1960)
- Lo sceriffo indiano (Law of the Plainsman) – serie TV, episodi 1x15-1x30 (1960)
- Alcoa Theatre – serie TV, episodi 2x02-3x17 (1958-1960)
- Two Faces West – serie TV, episodio 1x06 (1960)
- Route 66 – serie TV, episodio 1x24 (1961)
- La città in controluce (Naked City) – serie TV, episodi 2x03-2x04-3x09 (1960-1961)
- The Rifleman – serie TV, episodi 3x15-4x25 (1961-1962)
- I detectives (The Detectives) – serie TV, 12 episodi (1960-1962)
- Undicesima ora (The Eleventh Hour) – serie TV, episodio 1x03 (1962)
- Saints and Sinners – serie TV, episodi 1x07-1x18 (1962-1963)
- The Dick Powell Show – serie TV, episodio 2x20 (1963)
- Gli intoccabili (The Untouchables) – serie TV, 12 episodi (1961-1963)
- The Crisis (Kraft Suspense Theatre) – serie TV, episodio 1x07 (1963)
- The Greatest Show on Earth – serie TV, episodi 1x01-1x13 (1963)
- Il dottor Kildare (Dr. Kildare) – serie TV, 8 episodi (1962-1964)
- Breaking Point – serie TV, episodi 1x11-1x23-1x28 (1963-1964)
- Ben Casey – serie TV, episodi 3x03-4x13 (1963-1964)
- La legge di Burke (Burke's Law) – serie TV, episodio 2x19 (1965)
- Mr. Novak – serie TV, 7 episodi (1964-1965)
- A Man Called Shenandoah – serie TV, episodio 1x01 (1965)
- Honey West – serie TV, episodi 1x01-1x02-1x03 (1965)
- La grande vallata (The Big Valley) – serie TV, episodi 1x04-1x06 (1965)
- Selvaggio west (The Wild Wild West) – serie TV, episodio 1x14 (1965)
- F.B.I. (The F.B.I.) – serie TV, 5 episodi (1966)
- Le spie (I Spy) – serie TV, 11 episodi (1965-1966)
- Gli invasori (The Invaders) – serie TV, 9 episodi (1967-1968)
- Hawaii Squadra Cinque Zero (Hawaii Five-O) – serie TV, episodi 1x0-1x24-1x25 (1968)
- Fear No Evil – film TV (1969)
- The Survivors – serie TV, episodio 1x04 (1969)
- La congiura (The Brotherhood of the Bell) – film TV (1970)
- Travis Logan, D.A. – film TV (1971)
- A Tattered Web – film TV (1971)
- Il gioco (A Little Game) – film TV (1971)
- Mamma Elisabeth (A Death of Innocence) – film TV (1971)
- Delphi Bureau (The Delphi Bureau) – serie TV, episodio 1x0 (1972)
- The Woman I Love – film TV (1972)
- La fine di un sogno (The Family Rico) – film TV (1972)
- Haunts of the Very Rich – film TV (1972)
- L'ultima chance (Footsteps) – film TV (1972)
- The Strangers in 7A – film TV (1972)
- Onora il padre (Honor Thy Father) – film TV (1973)
- Il camping della paura (Terror on the Beach) – film TV (1973)
- Hawkins – serie TV, episodi 1x02-1x04-1x05 (1973-1974)
- The Underground Man – film TV (1974)
- Harry O – serie TV, episodi 1x02-1x04-1x07 (1974)
- Archer – serie TV (1975)
- La leggenda di Lizzie Borden (The Legend of Lizzie Borden) – film TV (1975)
- Incontro con l'assassino (Death Among Friends) – film TV (1975)
- Sulle strade della California (Police Story) – serie TV, episodio 3x01 (1975)
- Lotta per la vita (Medical Story) – serie TV, episodi 1x02-1x06 (1975)
- Una volta di troppo (The Death of Richie) – film TV (1977)
- Segreti (Secrets) – film TV (1977)
- Good Against Evil – film TV (1977)
- Harold Robbins' 79 Park Avenue – miniserie TV (1977)
- Betrayal – film TV (1978)
- A Woman Called Moses, regia di Alan Gibson – miniserie TV (1978)
- Il rapimento di Patty Hearst (The Ordeal of Patty Hearst) – film TV (1979)
- Atto di violenza (Act of Violence) – film TV (1979)
- Hagen – serie TV, episodio 1x01 (1980)
- La drammatica storia di Samuel Mudd (The Ordeal of Dr. Mudd) – film TV (1980)
- A Cry for Love – film TV (1980)
- La quinta personalità (The Five of Me) – film TV (1981)
- Golden Gate – film TV (1981)
- Legittima accusa (Farrell for the People) – film TV (1982)
- Cocaina (Cocaine: One Man's Seduction) – film TV (1983)
- Intimate Agony – film TV (1983)
- Due ragazzi e una chitarra (Boone) – serie TV, episodio 1x06 (1983)
- Il risveglio di Candra (The Awakening of Candra) – film TV (1983)
- Celebrity – miniserie TV (1984)
- Scorned and Swindled – film TV (1984)
- The Execution – film TV (1985)
- Il seme del male (The Bad Seed) – film TV (1985)
- Picking Up the Pieces – film TV (1985)
- Rage of Angels: The Story Continues – film TV (1986)
- Sister Margaret and the Saturday Night Ladies – film TV (1987)
- Patto di sangue (Blood Vows: The Story of a Mafia Wife) – film TV (1987)
- Incubo ad Alcatraz (Six Against the Rock) – film TV (1987)
- Quando morire (Right to Die) – film TV (1987)
- Volo 847 (The Taking of Flight 847: The Uli Derickson Story) – film TV (1988)
- La grande fuga 2 (The Great Escape II: The Untold Story), co-regia di Jud Taylor – film TV (1988)
- Entro la prima luna (From the Dead of Night) – film TV (1989)
- Cross of Fire – film TV (1989)
- Fede cieca (Blind Faith) – miniserie TV (1990)
- Ladri e poliziotti (Good Cops, Bad Cops) – film TV (1990)
- The Chase – film TV (1991)
- White Hot: The Mysterious Murder of Thelma Todd – film TV (1991)
- Nel nome di mio figlio (Guilty Until Proven Innocent) – film TV (1991)
- Trial: The Price of Passion – film TV (1992)
- Ho sposato un assassino (Bloodlines: Murder in the Family) – film TV (1993)
- Cartoline dal Vietnam (Message from Nam) – film TV (1993)
- Un angelo di mamma (A Match Made in Heaven) – film TV (1997)
- Nobody Lives Forever – film TV (1998)
- A Wing and a Prayer – film TV (1998)
- Different – film TV (1999)